# اینشورن
اینشورن (به لاتین: Einshorn) یک کوه در سوئیس است که در کانتون گراوبوندن واقع شده‌است. اینشورن ۲٬۹۴۴ متر بالاتر از سطح دریا واقع شده‌است.